# بمب‌گذاری‌های شیلی از ۲۰۰۵
بمب‌گذاری‌های شیلی از ۲۰۰۵ (انگلیسی: Chile bombings from 2005) یک سری حملات بمب‌گذاری بود که تا سال ۲۰۱۴ ادامه داشت. این بمب‌گذاری‌ها که در سال ۲۰۰۵ در پایتخت شیلی، سانتیاگو آغاز شد با حدود ۲۰۰ بمب تا آن تاریخ ادامه داشت.

## بمب گذاری‌ها
بمب‌ها با قرار دادن باروت در داخل کپسول آتش‌نشانی ساخته می‌شد. حدود دو سوم بمب‌ها منفجر شدند و باقی مانده از بین رفتند. اهداف شامل بانک‌ها (حدود یک سوم بمب)، ایستگاه‌های پلیس، سربازخانه‌های ارتش، کلیساها، سفارتخانه‌ها، دفتر مرکزی احزاب سیاسی، دفاتر شرکت، دادگاه‌ها و ساختمان‌های دولتی بودند. این بمب‌ها عمدتاً در شب و در میان عابران پیاده منفجر می‌شدند، هیچ صدمه ای وجود ندارد. تنها مرگ یک مهاجم آنارشیست جوان، موریسیمو مورالس در ماه مه سال ۲۰۰۹ بود که با بمبی که وی حمل می‌کرد، کشته شد. در سال ۲۰۱۱ یکی دیگر از آنارشیست‌ها به نام لوزیانا پیترونلو توسط انفجار بمبی که کارگذاری کرد به شدت مجروح شد.

## مسئولیت حملات
حدود ۸۰ گروه مختلف مسئولیت حملات را بر عهده گرفتند؛ مقامات نمی‌دانند که آیا آن‌ها با گروهی مواجه هستند که نام خود را به‌طور مستمر تغییر می‌دهد یا توسط چندین سلول جداگانه عمل می‌کنند. بعضی از گروه‌ها به نام آنارشیست‌های گذشته در سراسر جهان، از جمله لئون چولگوسز، که در سال ۱۹۰۱، ویلیام مک‌کینلی را به قتل رساندند، و ژان مارک رویلان، یک شبه نظامی چپ فرانسوی زندانی، خود را معرفی کردند. گروه دوستان باروت نیز استفاده شده‌است.

## پس از آن
پس از آن چندین مظنون دستگیر و تحت تعقیب قرار گرفتند و بیشتر آن‌ها نیز محکوم شدند. بمب انداز آسیب دیده به نام پیترونلو مورد محاکمه قرار گرفت و به اعدام محکوم شد. هانس نیمییر، جامعه‌شناس و شیعه آنارشیست، به مدت پنج سال حبس برای کارگذاری یک بمب در یک بانک در ماه نوامبر ۲۰۱۱ محکوم شد. مقامات تحقیق ارتباط بین گروه‌های آنارشیست در شیلی و اروپا را بررسی کردند. دو آنارشیست شیلیایی که در شیلی محاکمه و تبرئه شده بودند، بعدها در اسپانیا دستگیر شدند و به اتهام کاشت یک بمب در یک کلیسا در سالاراگوس در سال ۲۰۱۳، حمله ای که توسط گروهی به نام ماتو مورال، آنارشیست اسپانیایی که قصد ترور پادشاه اسپانیا در سال ۱۹۰۶را داشت، انجام شد. در سال ۲۰۱۰، یک نامه حاوی بمب به سفارت شیلی در آتن فرستاده شد.
نظرسنجی در سال ۲۰۱۴ نشان داد که حدود دو سوم شیلیایی‌ها از این حملات ترسیدند و احساس کردند که این مشکل با نزدیک به ۳۰ بمب تا اوت ۲۰۱۴ در حال افزایش است.